# Блашки
Блашки (пољ. Błaszki) град је у Пољској у Лођском војводству, седиште истоимене општине. У граду живи 1992 становника (по попису из 2021. Површина града је 1,56 km².

## Историја
Блашки је основан у 14. веку. Најстарији документ у коме се помиње Блашки потиче из 1437. године. Само насеље је постојало и пре овог документа, док парохија у овом граду постоји од 1387. године. Краљ Јан Казимир је 1. марта 1652. године даје граду привилегију на недељне пијаце. Године 1722. Блашки се по први пут помињу као град. Археолошка нлазишта указују на то да је околина града била насељена преко 3000. године.
Године 1926. градске границе су знатно проширене укључивањем насеља Јановка и Лубанов и дела Бориславица као нових насеља. Процењује се да је до 1920-их око 400 јеврејских породица и 215 хришћанских породица живело у Блашком.
Око тога одакле потиче име "Błaszki" постоји више теорија. Једна тврди да потиче од имена "Błażek", други да потиче од форме "Błażkowice". Ипак године 1415. забележено је име "Blaschki".
Године 1932. локални ционистички активиста и писац Херман Солник објавио је Fun alṭn ḳloysṭer (Из старог манастира, на јидишу), књигу прича и легенди о Блашком и тадашњем округу Калиш.

## Туристичке атракције
- Црква свете Ане грађена од 1779. до 1789. године у стилу касног барока
- Јавно купатило изграђено крајем XIX века
- Државна зграда "Błaszkowianka" грађена у другој половини XIX века
- Зграда железнице (Maciszewice), настала око 1905. године.

## Општина
| Опис                                 | Укупно | Укупно | Жене  | Жене | Мушкарци | Мушкарци |
| ------------------------------------ | ------ | ------ | ----- | ---- | -------- | -------- |
| јединица                             | особа  | %      | особа | %    | особа    | %        |
| популација                           | 15 201 | 100    | 7 642 | 50,3 | 7 559    | 49,7     |
| густина насељености (становника/km²) | 75,4   | 75,4   | 37,9  | 37,9 | 37,5     | 37,5     |

Насеља у општини Блашки (у оригиналу)
- Adamki
- Błaszki
- Borysławice
- Brończyn
- Brudzew
- Bukowina
- Chabierów
- Chrzanowice
- Cienia Wielka
- Domaniew
- Garbów
- Golków
- Gorzałów
- Gruszczyce
- Grzymaczew
- Gzików
- Jasionna
- Kalinowa
- Kamienna
- Kamienna-Kolonia
- Kije, Kobylniki
- Kołdów, Korzenica
- Kwasków, Lubanów
- Łubna-Jakusy
- Łubna-Jarosłaj
- Maciszewice
- Marianów
- Morawki
- Nacesławice
- Niedoń
- Nowy Stok
- Orzeżyn
- Romanów
- Równa, Sarny
- Sędzimirowice
- Skalmierz
- Smaszków
- Stok Polski
- Sudoły
- Suliszewice
- Włocin
- Włocin-Kolonia
- Wojków, Wójcice
- Wrząca, Zawady
- Żelisław
- Żelisław-Kolonia

## Демографија
| 2012. | 2021. |
| ----- | ----- |
| 2.298 | 1.992 |